# Brembosoma aspidiorum
Brembosoma aspidiorum är en mångfotingart som beskrevs av Karl Wilhelm Verhoeff 1936. Brembosoma aspidiorum ingår i släktet Brembosoma och familjen plattdubbelfotingar. Inga underarter finns listade i Catalogue of Life.